# Rudolf Drozd
Rudolf Drozd (13. prosince 1911, Žižkov – 6. dubna 1967) byl český fotbalista, útočník, reprezentant Československa.

## Sportovní kariéra
V lize odehrál 127 utkání a vstřelil 48 gólů. Hrál za SK Prostějov (1934 – 1943), s nímž se roku 1940 probojoval do finále Českého poháru, a šestkrát startoval ve Středoevropském poháru (dal zde 5 branek).
V československé reprezentaci odehrál v roce 1936 jedno utkání (přátelský zápas s Itálií). Gól nedal.